# Braunbindiger Zimmerbock
Der Braunbindige Zimmerbock (Acanthocinus griseus) ist ein Käfer aus der Familie der Bockkäfer und der Unterfamilie Lamiinae.
Der Gattungsname Acanthocinus ist von altgr. ἄκανθα "ákantha" für "Dorn" abgeleitet. Er nimmt auf den spitzen Dorn auf jeder Seite des Halsschilds Bezug. Der Artname griseus von (lat.) grísĕus für grau grenzt den Käfer gegen den ähnlich gefärbten, aber eher braunen Zimmermannsbock ab. „Braunbindig“ heißt der Käfer wegen der braunen Querbinden auf den Flügeldecken, statt "Braunbindiger Zimmerbock" liest man auch "Braunbindiger Zimmermannsbock".
Die Art wird in der aktuellen Roten Liste der Bockkäfer Deutschlands als ungefährdet geführt. In Brandenburg steht sie als potentiell gefährdet auf der Vorwarnliste. Auch in Sachsen und Thüringen gilt sie als sehr selten und deswegen potentiell gefährdet. In Sachsen-Anhalt ist sie als stark gefährdet (Kategorie 2) eingestuft.

## Merkmale des Käfers
Der farblich variable, braune bis graue Käfer erreicht eine Länge von neun bis zwölf Millimeter. Der Körper ist länglich und nur wenig gewölbt. Die Zeichnung entsteht durch die sehr kurze, nach hinten fallenden graue Behaarung auf braunem bis schwarzem Untergrund.
Der Kopf zeigt senkrecht zur Körperachse nach unten (Abb. 2). Die Augen umfassen die elfgliedrigen Fühler nur etwa zur Hälfte (Abb. 1 und 2). Beim Weibchen sind die Fühler eineinhalb Mal so lang wie der Körper (Abb. 4), beim Männchen mehr als doppelt so lang (Abb. 5). An den Fühlern fehlen lange abstehende Haare, aber das dritte bis fünfte Fühlerglied ist bei den Männchen auf der Unterseite dicht und flaumig kurz behaart (Abb. 3). Das erste Fühlerglied ist einfach, gegen Ende leicht, aber nicht birnenförmig verdickt und ohne Leiste oder halbmondförmige Abflachung. Das zweite Fühlerglied ist kurz. Alle Fühlerglieder sind an der Basis hellbraun und an der Spitze dunkelbraun, die Fühler erscheinen dadurch geringelt. Das Endglied des Kiefertasters ist zugespitzt.
Der Halsschild (Abb. 1) ist deutlich breiter als lang und trägt in der Mitte seitlich einen schlanken und spitzen Dorn, der leicht nach hinten zeigt. Auf der Oberseite sitzt vor den Dornen eine Reihe von vier gelben Tomentflecken. Der Halsschild ist punktiert, aber nicht gerunzelt.
Die Flügeldecken sind im Unterschied zu Acanthocinus reticulatus ohne Längsrippen mit Haarbüscheln. Sie sind fast drei Mal so lang wie zusammen breit. Sie verlaufen ungefähr parallel, sind nur leicht nach außen gewölbt und nach hinten verschmälert und enden einzeln gerundet. Die Zeichnung mit zwei dunkleren Querstreifen ist ähnlich wie beim Zimmermannsbock, aber kontrastreicher. Der vordere Querstreifen ist häufig aufgelöst und das Ende der Flügeldecke kann ebenfalls dunkel sein (siehe Taxobild). Die Punktierung ist besonders nahe der Basis grob und dicht, aber weniger dicht und grob als bei Acanthocinus carinulatus. Die Flügeldecken lassen beim Weibchen eine lang vorgestreckte Legeröhre unbedeckt (Taxobild und Abb. 4).
Die Tarsenglieder sind abwechselnd hell und dunkel geringelt (Abb. 6). Das erste Tarsenglied des Metatarsus ist im Unterschied zu Acanthocinus aedilis länger als die übrigen Tarsenglieder gemeinsam. Bei allen Tarsen ist das vierte Tarsenglied zwischen den lappigen Erweiterungen des dritten Tarsenglieds verborgen, die Tarsen erscheinen deswegen viergliedrig.
|                                                           |                                                                     |
| Abb. 3: 4. Fühlerglied von der Innen- seite beim Männchen |                                                                     |
|                                                           |                                                                     |
| Abb. 1: Kopf und Halsschild                               | Abb. 4: Unterseite Weibchen                                         |
|                                                           |                                                                     |
| Abb. 5: Männchen seitlich                                 |                                                                     |
|                                                           |                                                                     |
| Abb. 2: Vorderansicht                                     | Abb. 6: Hintertarsus T: Schiene 1–5: erstes bis fünftes Tarsenglied |

## Biologie
Die Art wird zu den saproxylophagen Insekten gezählt, da sich die Larven von absterbendem Holz ernähren. Die Larven entwickeln sich in Fichten, Tannen und (hauptsächlich) Kiefern. Die Weibchen legen die Eier in dünne Rindenpartien abgestorbener Äste, Stümpfe frisch gefällter Bäume und gerne in durch Waldbrand geschädigte Bäume. Auch abgetrennte, auf dem Boden liegende Äste mit einem Durchmesser von mindestens drei Zentimeter werden angenommen. Anfangs frisst die Larve direkt unter der Rinde im Kambium. Später führen die Fraßgänge durch das äußere Splintholz. Die Puppenkammer wird gewöhnlich im Splintholz angelegt, gelegentlich erstreckt sie sich auch bis ins Kernholz. Die Puppenkammer ist leicht gekrümmt, ihr Eingang mit Genagsel verstopft. Die Verpuppung findet im Mai und Juni statt. Die Imagines schlüpfen etwa einen Monat später. Für die Entwicklung benötigen die Larven vermutlich zwei Jahre.
Die Tiere sind dämmerungs- und nachtaktiv und fliegen gerne Lichtfallen an.

## Verbreitung
Die boreomontane Art kam in Mitteleuropa früher überwiegend im Gebirge vor, hat sich aber inzwischen in Deutschland auch in niederen Lagen stark ausgebreitet. Man findet sie von Juni bis September. In Nordeuropa ist der Käfer weit verbreitet, aber selten (Schweden, Finnland, Norwegen). In Dänemark und Großbritannien fehlt die Art. Die südliche Grenze des Verbreitungsgebietes zieht sich von den Pyrenäen über die Alpen, die Karpaten und das Dinarische Gebirge über Nordgriechenland bis nach Kleinasien. Außerdem wird die Art aus verschiedenen Teilen Sibiriens, dem Fernen Osten und Japan gemeldet. Mit Brennholz oder im Zug der Globalisierung etwa in Transportpaletten aus Holz kann der Käfer leicht verschleppt werden.